# Connomyia perata
Connomyia perata är en tvåvingeart som beskrevs av Jason Gilbert Hayden Londt 1993. Connomyia perata ingår i släktet Connomyia och familjen rovflugor.
Artens utbredningsområde är Senegal. Inga underarter finns listade i Catalogue of Life.